# Augustin Bunea

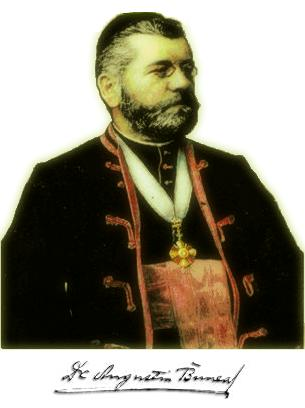
Augustin Bunea

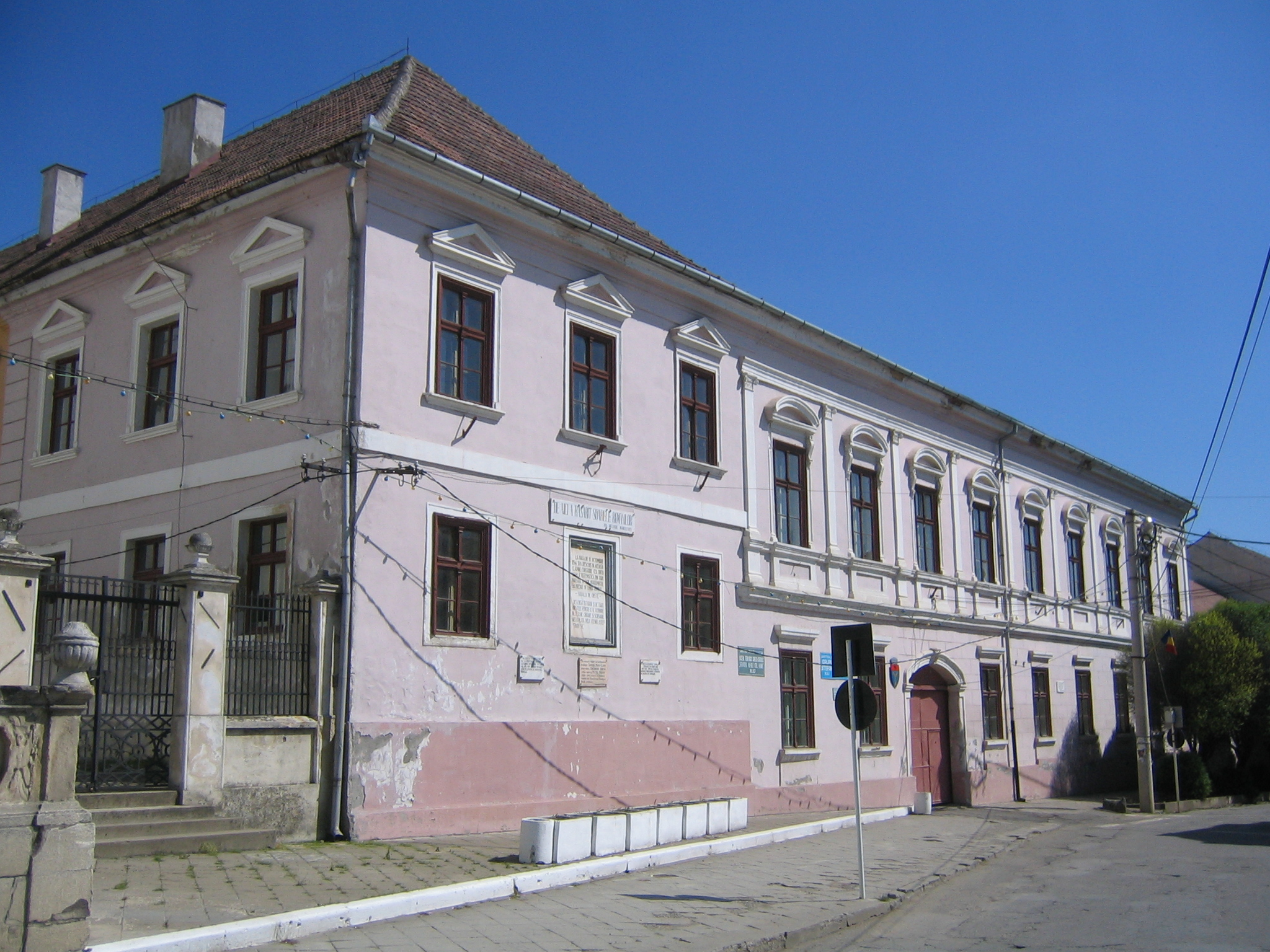
La prima scuola rumena a Blaj.

Augustin Bunea (Vad, 4 agosto 1857 – Blaj, 30 novembre 1909) è stato un teologo e storico rumeno.

## Biografia
Nato il 4 agosto 1857 a Vad, località allora appartenente al comitato di Fogaras, in Transilvania, la sua famiglia era di buona estrazione sociale: il padre, Arsenie Bunea, era un sacerdote greco-cattolico e la madre, Veronica, era nipote del colonnello e barone David Urs de Margina; il fratello Ioan Bunea avrebbe seguito le orme paterne esercitando il ministero sacerdotale a Vad.
Il piccolo Augustin frequentò inizialmente la scuola greco-cattolica di Vad e completò poi la sua istruzione primaria (1870) nella vicina scuola "confinaria" di Ohaba. Proseguì quindi gli studi nel ginnasio rumeno di Brașov (1870-1877) dove nel 1875, quasi a prefigurare il suo futuro impegno culturale, redasse insieme al compagno Andrei Bârseanu la rivista scolastica Conversaţiuni. Jurnal literar raccogliendovi una collezione di poesie popolari. Approdato al ginnasio di Blaj nella primavera del 1877, nell'autunno di quello stesso anno venne inviato dal metropolita greco-cattolico Ioan Vancea al Pontificio Collegio Urbano di Propaganda Fide a Roma.
Ordinato sacerdote (1881) a Roma nella chiesa greca di Sant'Atanasio dall'arcivescovo greco Ştefan Stefanopoli, completò gli studi di filosofia e teologia laureandosi nel dicembre 1882. Rientrò allora in Transilvania, dove prestò servizio a Blaj, prima nella cancelleria metropolitana (1882-1886) e poi come professore di teologia dogmatica all'Accademia Teologica (1886-1888). Fu segretario metropolitano dal 1888 al 1895 e quindi canonico metropolitano.

## Rilevanza storica

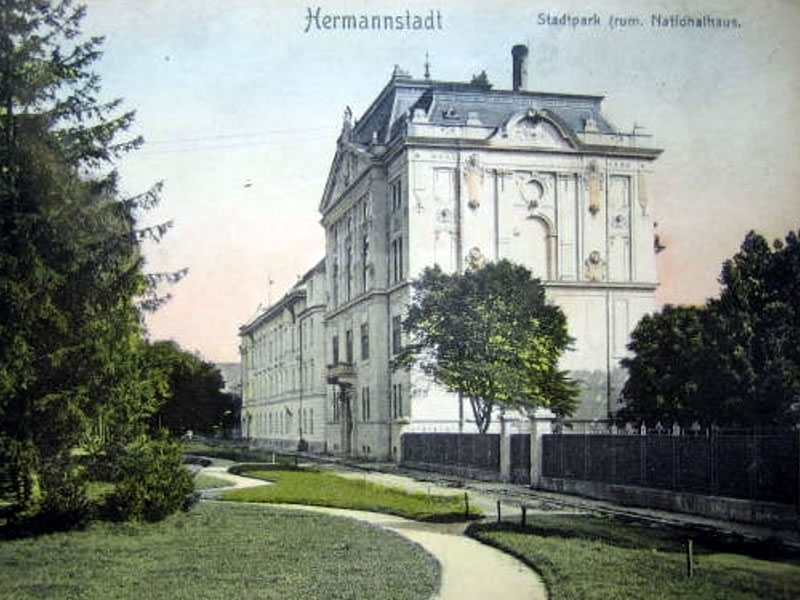
Il palazzo dell'Astra a Sibiu (Hermannstadt in tedesco).

Amico intimo dello storico e politico rumeno Nicolae Iorga e oratore di talento, Augustin Bunea produsse numerosi e importanti scritti, in volume o sotto forma di articoli (sulla Gazeta Transilvaniei di Brașov, sulla rivista storica Transilvania e sulla Tribuna di Sibiu, sulla Foaia bisericească şi şcolară di Blaj, sulla Dreptatea di Timișoara), di politica, letteratura e soprattutto di storia della Transilvania con particolare attenzione alla storia della Chiesa greco-cattolica rumena, di cui nel 1900 venne celebrato il bicentenario della fondazione. Basate su fonti allora in gran parte ancora inedite, tali opere si inquadrano nella storiografia della Scuola Ardeleana approfondendo i rapporti dei rumeni con Roma e con i prìncipi calvinisti della Transilvania, analizzando vita e operato dei presuli cattolici rumeni, per poi passare a quelli ortodossi e dedicandosi infine alla storia medievale della Transilvania. Contribuì con una cinquantina di articoli all'Enciclopedia română e nel 1890 partecipò alla fondazione a Blaj del settimanale politico cattolico Unirea.
Bunea raccolse inoltre una vasta collezione di materiale relativo alla storia della Frontiera militare della Transilvania, con l'intento di ricostruire in particolare le attività delle unità militari rumene ivi dislocate. L'opera tuttavia non venne mai completata.
Per la sua eminente attività di storico venne eletto nel 1901 membro corrispondente dell'Accademia Rumena (Academia Română) di Bucarest. Dal 1866 era anche membro della sezione storica dell'Astra di Sibiu. Nel 1903 entrò a far parte della Società storica ungherese. Nel 1909 divenne titolare della sezione storica dell'Accademia Rumena ma morì poco dopo, il 30 novembre 1909, senza poter pronunciare il relativo "discorso di ricevimento".
Ad Augustin Bunea sono stati intitolati il Museo di storia di Blaj e alcune strade di varie città rumene (come a Brașov, Cluj-Napoca o Turda).

## Opere
- Mitropolitul Dr. Ioan Vancea de Buteasa. Schiţă biografică, Blaj, 1890.
- Institutele din Blaj, (Conferinţă), Blaj, 1892.
- Chestiuni din istoria dreptului Bisericii româneşti unite, 2 volumi, Blaj, 1893-1894.
- Istorie scurtă a Bisericii Române Unită cu Roma, in Şematismul veneratului cler al Arhidiecezei Metropolitane Greco-Catolice Române de Alba-Iulia şi Făgăraş pre anul Domnului 1900 de la Sfânta Unire 200, Blaj, 1900, pp. 3-63.
- Din Istoria Românilor. Episcopul Ioan Inocenţiu Klein (1728-1751), Blaj, 1900.
- Statistica românilor din Transilvania în anul 1750 făcută de vicarul episcopesc Petru Aron, Sibiu, 1901.
- Istoria românilor ardeleni de la 1751 până la 1764, Blaj, 1902.
- Vechile episcopii româneşti a Vadului, Geoagiului, Silvaşului şi Bălgradului, Blaj, Tipografia Seminariuluĭ Archidiecesan, 1902.
- Discursuri. Autonomia Bisericească. Diverse, Blaj, 1903.
- Ierarchia Românilor din Ardeal şi Ungaria, Blaj, Tipografia Seminariuluĭ Archidiecesan, 1904.
- Amintirea lui Timotei Cipariu, Blaj, 1905.
- Episcopii Petru Paul Aaron şi Dionisiu Novacovici sau Istoria românilor din Ardeal şi Ungaria, Blaj, 1906.
- Metropolitul Sava Brancovici, Blaj, 1906.

### Postume
- Stěpânii Ţěrii Oltului, Ediţia Academiei Române, XXXIV, Bucureşti, 1910 (discorso di ricevimento nell'Accademia Rumena, non pronunziato).
- Încercare de Istorie a Românilor până la 1382, Bucureşti, 1912.
- Istoria regimentelor grănicereşti, Bucureşti, 1941.